# Saurbæjarkirkja

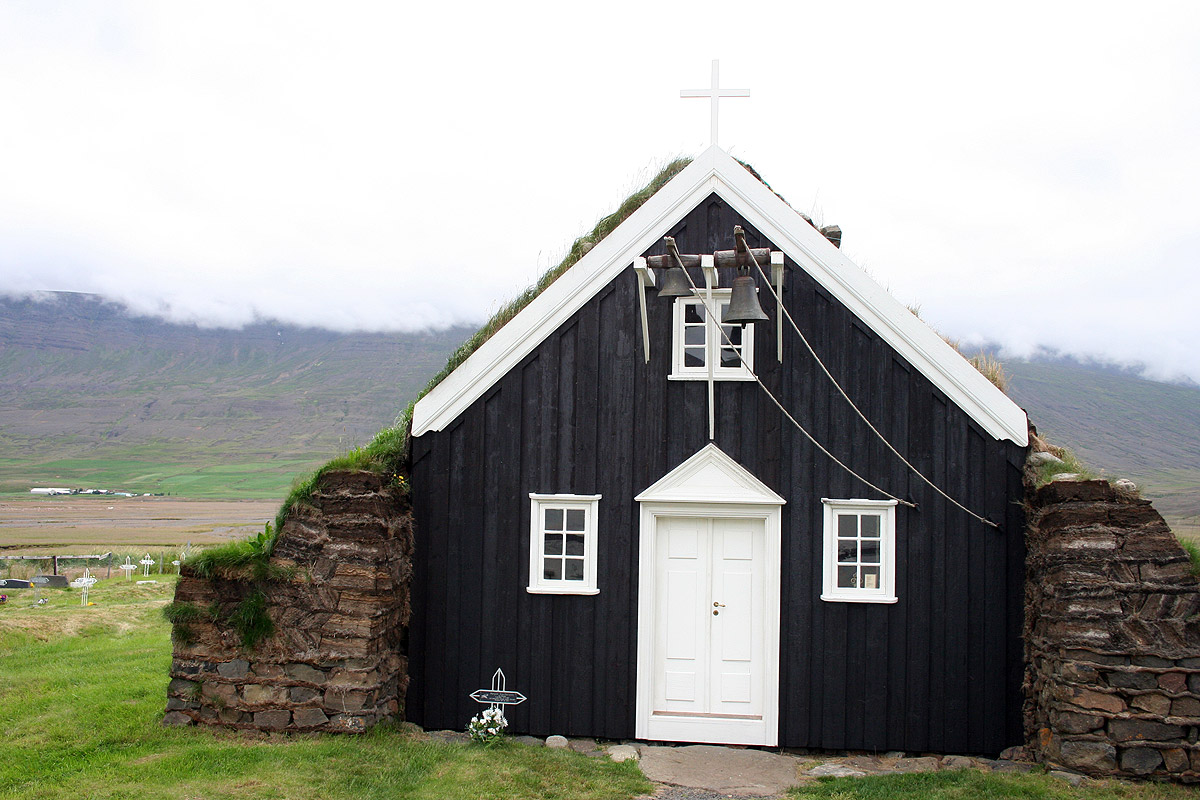
De voorzijde van de kerk

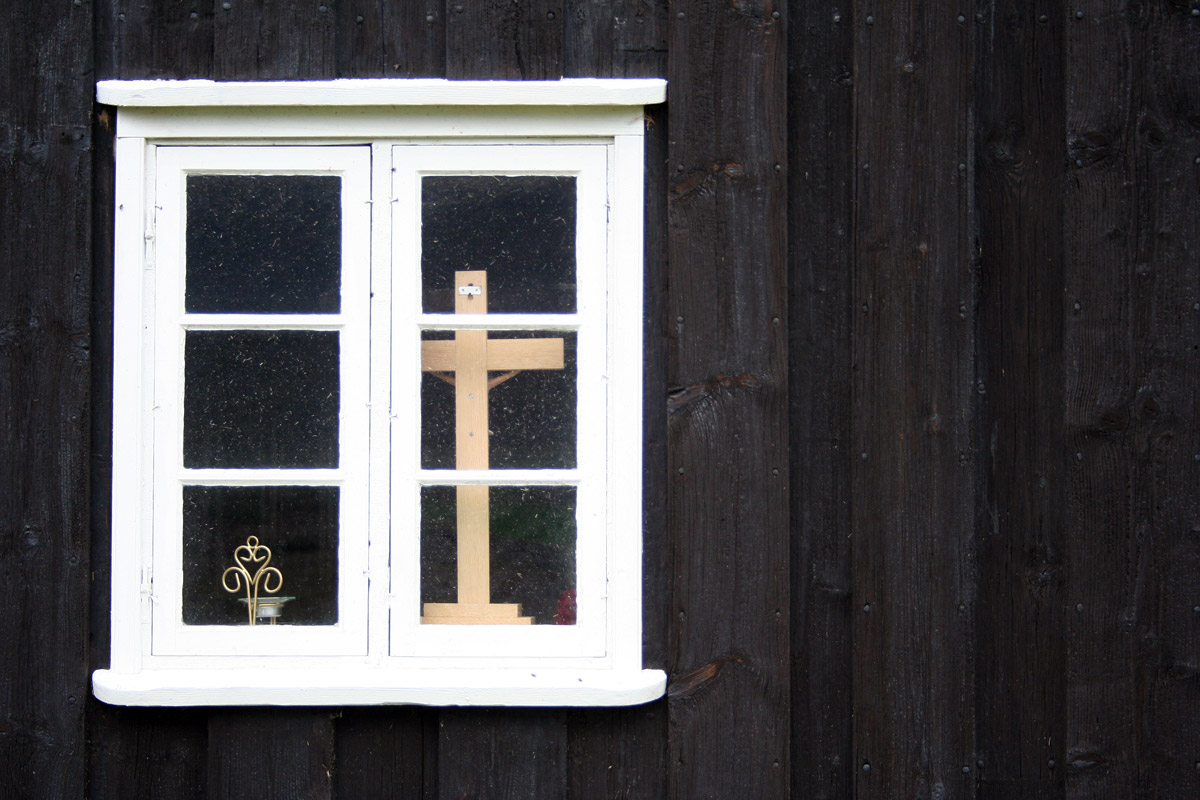
Een raam van de Saurbæjarkirkja

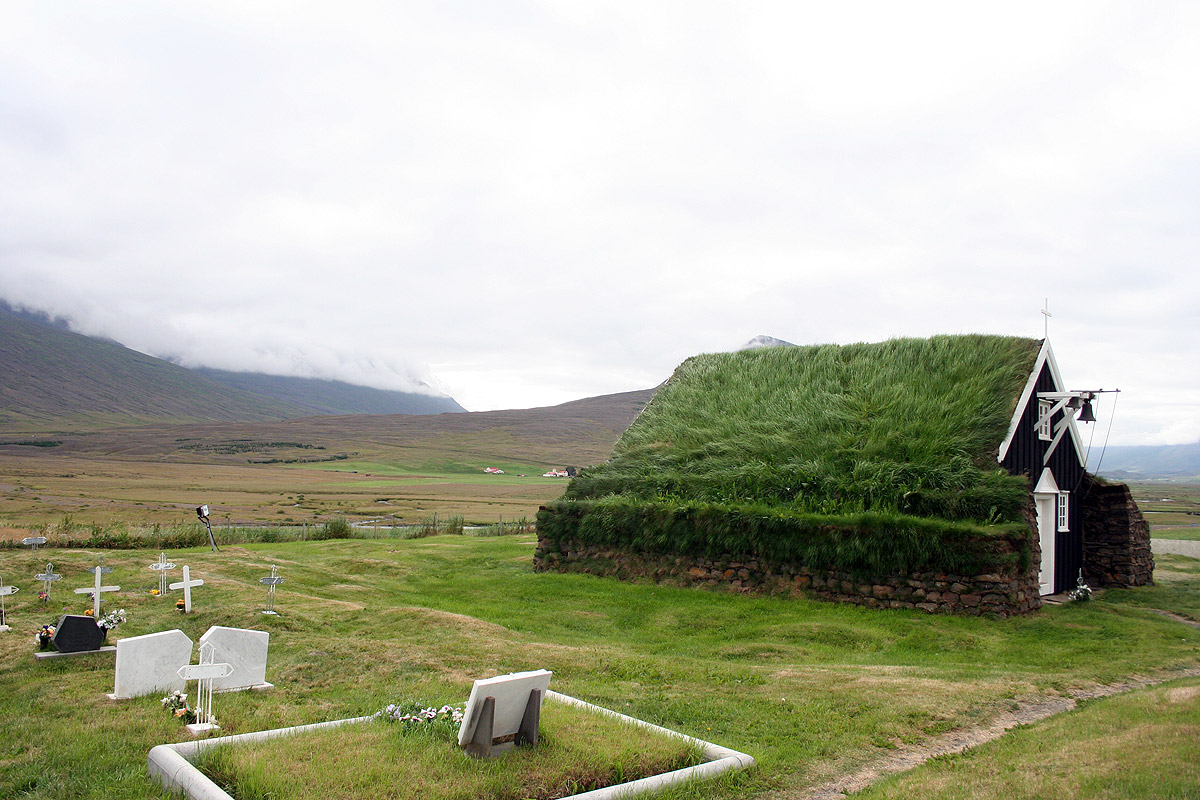
De begraafplaats bij de kerk

De Saurbæjarkirkja is een kerk in de regio Eyjafjörður in IJsland. De kerk is gebouwd in 1858 en is een van de zes laatste turfkerkjes van het land. Deze kerken werden veel gebouwd in de 19e eeuw, maar de meeste zijn inmiddels verdwenen. De kerk ligt 26 kilometer zuidelijk van Akureyri.
De kerk heeft dikke stenen muren, met een dak van houten spanten. De kerk is geregistreerd als monument.